# Sotterhausen
Sotterhausen ist ein Ortsteil der Stadt Allstedt im Landkreis Mansfeld-Südharz in Sachsen-Anhalt. Durch Sotterhausen fließt der Westerbach. 

## Geografie
Sotterhausen liegt zwischen Sangerhausen und Querfurt.

## Geschichte
In einem zwischen 881 und 899 entstandenen Verzeichnis des Zehnten des Klosters Hersfeld (Hersfelder Zehntverzeichnis) wird Sotterhausen als zehntpflichtiger Ort Suderhusa im Friesenfeld erstmals urkundlich erwähnt.
Vom 1. Januar 1962 bis zum 31. März 1990 gehörte Sotterhausen zur Gemeinde Beyernaumburg.
Am 1. Januar 2010 wurde die bis dahin wieder selbstständige Gemeinde Sotterhausen zusammen mit den Gemeinden Beyernaumburg, Emseloh, Holdenstedt, Katharinenrieth, Liedersdorf, Mittelhausen, Niederröblingen (Helme), Nienstedt, Pölsfeld und Wolferstedt in die Stadt Allstedt eingemeindet.

## Wirtschaft und Infrastruktur

### Verkehr
Westlich der Gemeinde ist die Bundesstraße 86, Sangerhausen nach Weißensee. Die Autobahn A 38 die von Halle (Saale) nach Göttingen führt, liegt ca. 3 km südlich vom Sotterhausen.

### Öffentliche Einrichtungen
Seit 1993 gibt es in Sotterhausen eine Klinik für Suchtkranke.

## Persönlichkeiten
- Friedrich Adolf Graf von Kalckreuth (1737–1818), preußischer Generalfeldmarschall